# وقت الراديو
وقت الراديو (باليابانية: ラヂオの時間) هو فيلم ياباني صدر عام 1997 من إخراج وسيناريو كوكي ميتاني. لاقى الفيلم شهرة كبيرة في اليابان عند إصداره وفاز بثلاث جوائز من الأكاديمية اليابانية لأفضل سيناريو وأفضل صوت وأفضل ممثل مساعد (ماساهيكو نيشيمورا).

## القصة
يبدأ بث مباشر لدراما إذاعية في وقت متأخر من الليل دون أن يُبدي أي من الممثلين أو طاقم العمل رضاه عن المشروع. عندما تُقرر الممثلة الرئيسية نوكو سينبون (كيكو تودا) عدم أداء دورها ما لم يُسمح لها بتغيير اسم شخصيتها، يُصرّ جميع طاقم العمل في النهاية على تغيير أجزاء مختلفة من القصة حسب رغبتهم. تبدأ سلسلة من الأحداث تُغيّر كل جانب من جوانب القصة تماماً، وتؤدي لمشاكل تواجة طاقم العمل المشارك في إكمال الدراما، كل ذلك على الهواء مباشرةً.

## الممثلون
- توشياكي كاراساوا في دور المخرج مانابو كودو
- كيوكا سوزوكي في دور الكاتبة مياكو سوزوكي
- ماساهيكو نيشيمورا في دور المنتج تاتسوهيكو أوشيجيما
- كيكو تودا في دور الممثلة نوكو سينبون
- إينومي جون في دور الممثل ميتسوتوشي هيروس
- توشيوكي هوسوكاوا في دور الممثل هامامورا جو
- كاورو أوكونوكي في دور المساعد سوميكو ناغاي
- زين كاغيوارا في دور هاروغورو أوتاغورو، طاقم العمل
- مورو موروكا في دور الكاتب باكي
- يوشيماسا كوندو في دور شيرو سوزوكي، زوج مياكو
- أكيرا فيوز في دور المنتج التنفيذي شوجي هورينوتشي
- شونجي فوجيمورا في دور حارس الأمن وفنان مؤثرات صوتية مانساكو إيوري
- شيرو ناميكي بدور المذيع سوجورو هوساكا
- هيروماسا تاجوتشي في دور ماكوتو تاتسومي، مهندس الصوت
- ياسوكيو أومينو في دور فوروكاوا
- تاكيهيكو أونو في دور بن نودا
- كين واتانابي في دور سائق شاحنة
- كاوري موموي في دور تاكاكو ناكاورا، دي جي
- بساكو ساتو في دور إيواو كاموتا، الرجل النائم
- سوميغورو إيتشيكاوا في دور كيميهوكو سايميجي، غرفة التحكم
- نوبوكو مياموتو في دور روميكو يامازاكي، عاملة النظافة

## الاطلاق
عُرض فيلم «وقت الراديو» في اليابان في 8 تشرين الثاني/نوفمبر 1997، حيث تولت شركة توهو توزيعه. ثم أصدرته شركة تايدبوينت بيكتشرز/فيز فيلم في الولايات المتحدة عام 1999.

## الاستقبال
على موقع تجميع المراجعات روتن توميتوز، حصل الفيلم على 88% بناء على ثمانية مراجعات نقدية وكان اجماع النقاد على «السيد ماكدونالد هو تحية محبة لسحر القصص الدافئة والمحبوبة والمليئة بالدهشة والسحر. حتى لو لم يثير الكثير من الضحك، فإن نبرته الطيبة ستضع ابتسامة في قلبك، ومن المرجح أن نهايته المثيرة ستجعلك تصفق».
فاز الفيلم بجائزة أفضل سيناريو في جائزة مهرجان ماينيتشي السينمائي. وفي حفل توزيع جائزة أكاديمية اليابان، فاز ماساهيكو نيشيمورا بجائزة أفضل ممثل مساعد (وأيضًا عن دوره في فيلم "امرأة من برنامج حماية الشرطة") وجائزة أفضل أداء شعبي، كما فاز الفيلم بجائزة أفضل صوت.

## روابط خارجية
- وقت الراديو على موقع IMDb (الإنجليزية)
- وقت الراديو على موقع روتن توميتوز (الإنجليزية)
- وقت الراديو على موقع ألو سيني (الفرنسية)
- وقت الراديو على موقع Turner Classic Movies (الإنجليزية)
- وقت الراديو على موقع أول موفي (الإنجليزية)
- وقت الراديو على موقع فيلمافينيتي (الإسبانية)
- وقت الراديو على موقع قاعدة بيانات الفيلم (الإنجليزية)
- وقت الراديو على موقع ليتربوكسد (الإنجليزية)
- وقت الراديو على موقع كينوبويسك (الروسية)